# Tour de France Femmes 2024
Le Tour de France Femmes 2024 est la 3e édition du Tour de France Femmes et se déroule du 12 au 18 août 2024. La course fait partie du calendrier UCI World Tour féminin 2024. Il est remporté par la Polonaise Katarzyna Niewiadoma de l'équipe Canyon-SRAM Racing.

## Organisation
Marion Rousse, ancienne championne de France de cyclisme sur route en 2012, est directrice du Tour de France Femmes par ASO. Franck Perque reste également le directeur sportif et directeur de course de l'épreuve.
Le Tour de France Femmes s'adapte au calendrier international avec les Jeux olympiques d'été de 2024 organisés à Paris et est ainsi organisé après ces derniers, du 12 août 2024 au 18 août 2024, au lieu de débuter dès la fin du Tour de France Hommes comme lors des éditions précédentes.

## Parcours
Le 23 juillet 2023, Marion Rousse annonce que le Grand Départ de l'édition 2024 sera donné à Rotterdam aux Pays-Bas, le pays accueillant également les deux étapes suivantes le lendemain. Après un passage du Tour également par la Belgique, seules trois étapes et demi sur les huit se déroulent en France.

### Équipes
| UCI Women's WorldTeams (15)- AG Insurance-Soudal Team - Canyon-SRAM Racing - Ceratizit-WNT Pro Cycling - FDJ-Suez - Fenix-Deceuninck - Human Powered Health - Lidl-Trek - Liv AlUla Jayco - Movistar Team - Roland - Team DSM-Firmenich PostNL - SD Worx-Protime - Team Visma \| Lease a Bike - UAE Team ADQ - Uno-X Mobility Équipes féminines continentales (7)- Arkea-B&B Hotels women - Cofidis - EF-Oatly-Cannondale - Laboral Kutxa-Fundacion Euskadi - Lotto Dstny Ladies - St Michel-Mavic-Auber93 - Tashkent City Women Professional Cycling Team |
| |

## Favorites
Tenante du titre et gagnante du Tour d'Espagne 2024, Demi Vollering fait figure de grande favorite.
Lotte Kopecky, 2e en 2023, ne participe pas pour se consacrer aux Jeux olympiques.
Elisa Longo Borghini déclare forfait deux jours avant le départ à cause d'une chute à l'entraînement.

## Étapes
| Étape     | Date         | Villes étapes                                  |                             | Distance (km) | Vainqueur d’étape | Leader du classement général |
| --------- | ------------ | ---------------------------------------------- | --------------------------- | ------------- | ----------------- | ---------------------------- |
| 1re étape | lun. 12 août | Rotterdam (NED) – La Haye (NED)                | Étape de plaine             | 123           | Charlotte Kool    | Charlotte Kool               |
| 2e étape  | mar. 13 août | Dordrecht (NED) – Rotterdam (NED)              | Étape de plaine             | 69,7          | Charlotte Kool    | Charlotte Kool               |
| 3e étape  | mar. 13 août | Rotterdam (NED) – Rotterdam (NED)              | Contre-la-montre individuel | 6,3           | Demi Vollering    | Demi Vollering               |
| 4e étape  | mer. 14 août | Valkenburg (NED) – Liège (BEL)                 | Étape accidentée            | 122,7         | Puck Pieterse     | Demi Vollering               |
| 5e étape  | jeu. 15 août | Bastogne (BEL) – Amnéville                     | Étape de plaine             | 152,5         | Blanka Vas        | Katarzyna Niewiadoma         |
| 6e étape  | ven. 16 août | Remiremont – Morteau                           | Étape accidentée            | 159,2         | Cédrine Kerbaol   | Katarzyna Niewiadoma         |
| 7e étape  | sam. 17 août | Champagnole – Le Grand-Bornand - Le Chinaillon | Étape de montagne           | 166,4         | Justine Ghekiere  | Katarzyna Niewiadoma         |
| 8e étape  | dim. 18 août | Le Grand-Bornand – L'Alpe d'Huez               | Étape de montagne           | 149,9         | Demi Vollering    | Katarzyna Niewiadoma         |

## Déroulement de la course
Les quatre premières étapes disputées aux Pays-Bas et en Belgique sont autant de victoires néerlandaises dont les deux premières gagnées au sprint par Charlotte Kool. Demi Vollering s'empare du maillot jaune lors de la 3e étape disputée contre-la-montre à Rotterdam et assoit sa domination à l'issue de la 4e étape, copier-coller du final de Liège-Bastogne-Liège, où les seules Puck Pieterse, vainqueure de l'étape, et Katarzyna Niewiadoma parviennent à la suivre. 
Le fait marquant de ce Tour Femmes 2024 a lieu le lendemain à six kilomètres de l'arrivée à Amnéville. Une importante chute dans le premier tiers du peloton met à terre de nombreuses coureuses dont le maillot jaune Demi Vollering qui perd 1 min 47 s dans l'aventure et doit céder son maillot jaune à Katarzyna Niewiadoma, deuxième de l'étape derrière Blanka Vas,. Après les 6e et 7e étapes gagnées en solitaire par Cédrine Kerbaol et Justine Ghekiere alors que les favorites se neutralisent, la dernière étape avec une arrivée à l'Alpe d'Huez s'avère décisive. Demi Vollering, partie à l'attaque à plus de 50 kilomètres de l'arrivée dans l'ascension du col du Glandon en compagnie de sa compatriote Pauliena Rooijakkers qui ne la relaie guère, tente de résorber son retard au classement général sur le maillot jaune Katarzyna Niewiadoma, gagne l'étape en reprenant plus d'une minute à Niewiadoma mais échoue à quatre secondes au classement général qui consacre la Polonaise.

## Classements finals

### Classement général final
| Classement général | Classement général   | Classement général | Classement général              | Classement général |
|                    | Coureur              | Pays               | Équipe                          | Temps              |
| ------------------ | -------------------- | ------------------ | ------------------------------- | ------------------ |
| 1er                | Katarzyna Niewiadoma | Pologne            | Canyon-SRAM Racing              | en 24 h 36 min 7 s |
| 2e                 | Demi Vollering       | Pays-Bas           | SD Worx-Protime                 | + 4 s              |
| 3e                 | Pauliena Rooijakkers | Pays-Bas           | Fenix-Deceuninck                | + 10 s             |
| 4e                 | Évita Muzic          | France             | FDJ-Suez                        | + 1 min 21 s       |
| 5e                 | Gaia Realini         | Italie             | Lidl-Trek                       | + 2 min 19 s       |
| 6e                 | Cédrine Kerbaol      | France             | Ceratizit-WNT Pro Cycling       | + 2 min 51 s       |
| 7e                 | Sarah Gigante        | Australie          | AG Insurance-Soudal             | + 7 min 9 s        |
| 8e                 | Lucinda Brand        | Pays-Bas           | Lidl-Trek                       | + 8 min 6 s        |
| 9e                 | Juliette Labous      | France             | Team dsm-firmenich PostNL       | + 8 min 7 s        |
| 10e                | Thalita de Jong      | Pays-Bas           | Lotto Dstny Ladies              | + 8 min 12 s       |
| 11e                | Puck Pieterse        | Pays-Bas           | Fenix-Deceuninck                | + 8 min 28 s       |
| 12e                | Erica Magnaldi       | Italie             | UAE Team ADQ                    | + 9 min 16 s       |
| 13e                | Shirin van Anrooij   | Pays-Bas           | Lidl-Trek                       | + 9 min 35 s       |
| 14e                | Niamh Fisher-Black   | Nouvelle-Zélande   | SD Worx-Protime                 | + 11 min 39 s      |
| 15e                | Mareille Meijering   | Pays-Bas           | Movistar Team                   | + 11 min 49 s      |
| 16e                | Lotte Claes          | Belgique           | Arkéa-B&B Hotels                | + 12 min 9 s       |
| 17e                | Marion Bunel         | France             | St Michel-Mavic-Auber93         | + 12 min 40 s      |
| 18e                | Liane Lippert        | Allemagne          | Movistar Team                   | + 14 min 22 s      |
| 19e                | Léa Curinier         | France             | FDJ-Suez                        | + 14 min 40 s      |
| 20e                | Alice Maria Arzuffi  | Italie             | Ceratizit-WNT Pro Cycling       | + 14 min 47 s      |
| 21e                | Silke Smulders       | Pays-Bas           | Liv-AlUla-Jayco                 | + 15 min 37 s      |
| 22e                | Valentina Cavallar   | Autriche           | Arkéa-B&B Hotels                | + 16 min 55 s      |
| 23e                | Hannah Ludwig        | Allemagne          | Cofidis                         | + 20 min 35 s      |
| 24e                | Usoa Ostolaza        | Espagne            | Laboral Kutxa-Fundación Euskadi | + 20 min 37 s      |
| 25e                | Katrine Aalerud      | Norvège            | Uno-X Mobility                  | + 20 min 48 s      |
| modifier           |                      |                    |                                 |                    |

### Classements annexes

#### Classement par points
| Classement par points | Classement par points | Classement par points | Classement par points     | Classement par points |
| --------------------- | --------------------- | --------------------- | ------------------------- | --------------------- |
|                       | Coureur               | Pays                  | Équipe                    | Point(s)              |
| 1er                   | Marianne Vos          | Pays-Bas              | Team Visma-Lease a Bike   | 170 points            |
| 2e                    | Lorena Wiebes         | Pays-Bas              | SD Worx-Protime           | 110 pts               |
| 3e                    | Katarzyna Niewiadoma  | Pologne               | Canyon-SRAM Racing        | 99 pts                |
| 4e                    | Demi Vollering        | Pays-Bas              | SD Worx-Protime           | 85 pts                |
| 5e                    | Blanka Vas            | Hongrie               | SD Worx-Protime           | 75 pts                |
| 6e                    | Anniina Ahtosalo      | Finlande              | Uno-X Mobility            | 73 pts                |
| 7e                    | Cédrine Kerbaol       | France                | Ceratizit-WNT Pro Cycling | 67 pts                |
| 8e                    | Puck Pieterse         | Pays-Bas              | Fenix-Deceuninck          | 61 pts                |
| 9e                    | Évita Muzic           | France                | FDJ-Suez                  | 55 pts                |
| 10e                   | Justine Ghekiere      | Belgique              | AG Insurance-Soudal       | 51 pts                |
| modifier              |                       |                       |                           |                       |

#### Classement de la meilleure grimpeuse
| Classement de la meilleure grimpeuse | Classement de la meilleure grimpeuse | Classement de la meilleure grimpeuse | Classement de la meilleure grimpeuse | Classement de la meilleure grimpeuse |
| ------------------------------------ | ------------------------------------ | ------------------------------------ | ------------------------------------ | ------------------------------------ |
|                                      | Coureur                              | Pays                                 | Équipe                               | Point(s)                             |
| 1er                                  | Justine Ghekiere                     | Belgique                             | AG Insurance-Soudal                  | 46 points                            |
| 2e                                   | Demi Vollering                       | Pays-Bas                             | SD Worx-Protime                      | 34 pts                               |
| 3e                                   | Puck Pieterse                        | Pays-Bas                             | Fenix-Deceuninck                     | 25 pts                               |
| 4e                                   | Katarzyna Niewiadoma                 | Pologne                              | Canyon-SRAM Racing                   | 25 pts                               |
| 5e                                   | Pauliena Rooijakkers                 | Pays-Bas                             | Fenix-Deceuninck                     | 23 pts                               |
| 6e                                   | Valentina Cavallar                   | Autriche                             | Arkéa-B&B Hotels                     | 18 pts                               |
| 7e                                   | Yara Kastelijn                       | Pays-Bas                             | Fenix-Deceuninck                     | 14 pts                               |
| 8e                                   | Évita Muzic                          | France                               | FDJ-Suez                             | 14 pts                               |
| 9e                                   | Silvia Persico                       | Italie                               | UAE Team ADQ                         | 13 pts                               |
| 10e                                  | Sarah Gigante                        | Australie                            | AG Insurance-Soudal                  | 11 pts                               |
| modifier                             |                                      |                                      |                                      |                                      |

#### Classement de la meilleure jeune
| Classement général de la meilleure jeune | Classement général de la meilleure jeune | Classement général de la meilleure jeune | Classement général de la meilleure jeune | Classement général de la meilleure jeune |
|                                          | Coureur                                  | Pays                                     | Équipe                                   | Temps                                    |
| ---------------------------------------- | ---------------------------------------- | ---------------------------------------- | ---------------------------------------- | ---------------------------------------- |
| 1er                                      | Puck Pieterse                            | Pays-Bas                                 | Fenix-Deceuninck                         | en 24 h 44 min 35 s                      |
| 2e                                       | Shirin van Anrooij                       | Pays-Bas                                 | Lidl-Trek                                | + 1 min 7 s                              |
| 3e                                       | Marion Bunel                             | France                                   | St Michel-Mavic-Auber93                  | + 4 min 12 s                             |
| 4e                                       | Neve Bradbury                            | Australie                                | Canyon-SRAM Racing                       | + 23 min 5 s                             |
| 5e                                       | Maëva Squiban                            | France                                   | Arkéa-B&B Hotels                         | + 38 min 52 s                            |
| 6e                                       | Fem van Empel                            | Pays-Bas                                 | Team Visma-Lease a Bike                  | + 42 min 59 s                            |
| 7e                                       | Francesca Barale                         | Italie                                   | Team dsm-firmenich PostNL                | + 51 min 51 s                            |
| 8e                                       | Linda Riedmann                           | Allemagne                                | Team Visma-Lease a Bike                  | + 1 h 9 min 13 s                         |
| 9e                                       | Anniina Ahtosalo                         | Finlande                                 | Uno-X Mobility                           | + 1 h 14 min 28 s                        |
| 10e                                      | Julie De Wilde                           | Belgique                                 | Fenix-Deceuninck                         | + 1 h 25 min 12 s                        |
| modifier                                 |                                          |                                          |                                          |                                          |

#### Classement par équipes
| Classement par équipes | Classement par équipes    | Classement par équipes | Classement par équipes |
|                        | Équipe                    | Pays                   | Temps                  |
| ---------------------- | ------------------------- | ---------------------- | ---------------------- |
| 1re                    | Lidl-Trek                 | États-Unis             | en 74 h 7 min 21 s     |
| 2e                     | FDJ-Suez                  | France                 | + 11 min 52 s          |
| 3e                     | Movistar Team             | Espagne                | + 35 min 9 s           |
| 4e                     | AG Insurance-Soudal       | Belgique               | + 35 min 51 s          |
| 5e                     | Arkéa-B&B Hotels          | France                 | + 45 min 52 s          |
| 6e                     | SD Worx-Protime           | Pays-Bas               | + 48 min 45 s          |
| 7e                     | Liv-AlUla-Jayco           | Australie              | + 53 min 48 s          |
| 8e                     | Fenix-Deceuninck          | Belgique               | + 54 min 55 s          |
| 9e                     | Uno-X Mobility            | Norvège                | + 1 h 11 min 51 s      |
| 10e                    | Ceratizit-WNT Pro Cycling | Allemagne              | + 1 h 19 min 18 s      |
| modifier               |                           |                        |                        |

#### Prix de la Combativité
- Demi Vollering (SD Worx-Protime)

## Évolution des classements
| Étape              | Vainqueur          | Classement général   | Classement par points | Classement de la montagne | Classement de la meilleure jeune | Classement par équipes    | Prix de la combativité |
| ------------------ | ------------------ | -------------------- | --------------------- | ------------------------- | -------------------------------- | ------------------------- | ---------------------- |
| 1                  | Charlotte Kool     | Charlotte Kool       | Charlotte Kool        | Cristina Tonetti          | Anniina Ahtosalo                 | Ceratizit-WNT Pro Cycling | Yurani Blanco          |
| 2                  | Charlotte Kool     | Charlotte Kool       | Charlotte Kool        | Cristina Tonetti          | Anniina Ahtosalo                 | Ceratizit-WNT Pro Cycling | Audrey De Keersmaeker  |
| 3                  | Demi Vollering     | Demi Vollering       | Charlotte Kool        | Cristina Tonetti          | Anniina Ahtosalo                 | SD Worx-Protime           | Non décerné            |
| 4                  | Puck Pieterse      | Demi Vollering       | Charlotte Kool        | Puck Pieterse             | Puck Pieterse                    | EF-Oatly-Cannondale       | Justine Ghekiere       |
| 5                  | Blanka Vas         | Katarzyna Niewiadoma | Charlotte Kool        | Puck Pieterse             | Puck Pieterse                    | Lidl-Trek                 | Loes Adegeest          |
| 6                  | Cédrine Kerbaol    | Katarzyna Niewiadoma | Marianne Vos          | Justine Ghekiere          | Puck Pieterse                    | Lidl-Trek                 | Cédrine Kerbaol        |
| 7                  | Justine Ghekiere   | Katarzyna Niewiadoma | Marianne Vos          | Justine Ghekiere          | Puck Pieterse                    | Lidl-Trek                 | Julie Van de Velde     |
| 8                  | Demi Vollering     | Katarzyna Niewiadoma | Marianne Vos          | Justine Ghekiere          | Puck Pieterse                    | Lidl-Trek                 | Demi Vollering         |
| Classements finals | Classements finals | Katarzyna Niewiadoma | Marianne Vos          | Justine Ghekiere          | Puck Pieterse                    | Lidl-Trek                 | Demi Vollering         |

## Liste des participantes
| Légende | Légende                                                                    | Légende | Légende                                                    |
| ------- | -------------------------------------------------------------------------- | ------- | ---------------------------------------------------------- |
| Num     | Dossard de départ porté par le coureur sur ce Tour                         | Pos     | Position à l'arrivée de la course                          |
|         | Indique un maillot de champion national ou mondial, suivi de sa spécialité | NP      | Indique un coureur qui n'a pas pris le départ de la course |
| AB      | Indique un coureur qui n'a pas terminé la course                           | HD      | Indique un coureur qui a terminé la course hors des délais |

| SD Worx-Protime | SD Worx-Protime          | SD Worx-Protime |
| --------------- | ------------------------ | --------------- |
| Num             | Coureur                  | Pos             |
| 1               | Demi Vollering (NED)     | 2e              |
| 2               | Mischa Bredewold (NED)   | 54e             |
| 3               | Niamh Fisher-Black (NZL) | 14e             |
| 4               | Barbara Guarischi (ITA)  | AB-7            |
| 5               | Christine Majerus (LUX)  | 58e             |
| 6               | Blanka Vas (HUN)         | 63e             |
| 7               | Lorena Wiebes (NED)      | 62e             |

| Canyon-SRAM Racing | Canyon-SRAM Racing             | Canyon-SRAM Racing |
| ------------------ | ------------------------------ | ------------------ |
| Num                | Coureur                        | Pos                |
| 11                 | Katarzyna Niewiadoma (POL)     | 1re                |
| 12                 | Neve Bradbury (AUS)            | 32e                |
| 13                 | Elise Chabbey (SUI)            | NP-4               |
| 14                 | Chloé Dygert (USA)             | AB-8               |
| 15                 | Soraya Paladin (ITA)           | 77e                |
| 16                 | Agnieszka Skalniak-Sójka (POL) | 87e                |
| 17                 | Alice Towers (GBR)             | 89e                |

| Team dsm-firmenich PostNL | Team dsm-firmenich PostNL | Team dsm-firmenich PostNL |
| ------------------------- | ------------------------- | ------------------------- |
| Num                       | Coureur                   | Pos                       |
| 21                        | Juliette Labous (FRA)     | 9e                        |
| 22                        | Francesca Barale (ITA)    | 51e                       |
| 23                        | Rachele Barbieri (ITA)    | 99e                       |
| 24                        | Pfeiffer Georgi (GBR)     | AB-5                      |
| 25                        | Franziska Koch (GER)      | 50e                       |
| 26                        | Charlotte Kool (NED)      | AB-7                      |
| 27                        | Becky Storrie (GBR)       | AB-7                      |

| Lidl-Trek | Lidl-Trek                | Lidl-Trek |
| --------- | ------------------------ | --------- |
| Num       | Coureur                  | Pos       |
| 31        | Gaia Realini (ITA)       | 5e        |
| 32        | Elisa Balsamo (ITA)      | 61e       |
| 33        | Lucinda Brand (NED)      | 8e        |
| 34        | Elizabeth Deignan (GBR)  | 74e       |
| 35        | Amanda Spratt (AUS)      | AB-7      |
| 36        | Shirin van Anrooij (NED) | 13e       |
| 37        | Ellen van Dijk (NED)     | 59e       |

| AG Insurance-Soudal | AG Insurance-Soudal                | AG Insurance-Soudal |
| ------------------- | ---------------------------------- | ------------------- |
| Num                 | Coureur                            | Pos                 |
| 41                  | Justine Ghekiere (BEL)             | 30e                 |
| 42                  | Gaia Masetti (ITA)                 | 60e                 |
| 43                  | Sarah Gigante (AUS)                | 7e                  |
| 44                  | Kimberley Le Court de Billot (MUS) | 36e                 |
| 45                  | Anya Louw (AUS)                    | AB-7                |
| 46                  | Ilse Pluimers (NED)                | AB-8                |
| 47                  | Julie Van de Velde (BEL)           | 33e                 |

| FDJ-Suez | FDJ-Suez                    | FDJ-Suez |
| -------- | --------------------------- | -------- |
| Num      | Coureur                     | Pos      |
| 51       | Évita Muzic (FRA)           | 4e       |
| 52       | Loes Adegeest (NED)         | 53e      |
| 53       | Grace Brown (AUS)           | 27e      |
| 54       | Léa Curinier (FRA)          | 19e      |
| 55       | Coralie Demay (FRA)         | 84e      |
| 56       | Amber Kraak (NED)           | 37e      |
| 57       | Cecilie Uttrup Ludwig (DEN) | 28e      |

| Team Visma-Lease a Bike | Team Visma-Lease a Bike    | Team Visma-Lease a Bike |
| ----------------------- | -------------------------- | ----------------------- |
| Num                     | Coureur                    | Pos                     |
| 61                      | Marianne Vos (NED)         | 31e                     |
| 62                      | Femke de Vries (NED)       | 55e                     |
| 63                      | Anna Henderson (GBR)       | AB-7                    |
| 64                      | Riejanne Markus (NED)      | 44e                     |
| 65                      | Linda Riedmann (GER)       | 72e                     |
| 66                      | Fem van Empel (NED)        | 43e                     |
| 67                      | Sophie von Berswordt (NED) | 79e                     |

| Liv-AlUla-Jayco | Liv-AlUla-Jayco           | Liv-AlUla-Jayco |
| --------------- | ------------------------- | --------------- |
| Num             | Coureur                   | Pos             |
| 71              | Mavi García (ESP)         | 26e             |
| 72              | Caroline Andersson (SWE)  | 34e             |
| 73              | Jeanne Korevaar (NED)     | 103e            |
| 74              | Amber Pate (AUS)          | AB-8            |
| 75              | Ruby Roseman-Gannon (AUS) | NP-7            |
| 76              | Silke Smulders (NED)      | 21e             |
| 77              | Quinty Ton (NED)          | 64e             |

| Laboral Kutxa-Fundación Euskadi | Laboral Kutxa-Fundación Euskadi | Laboral Kutxa-Fundación Euskadi |
| ------------------------------- | ------------------------------- | ------------------------------- |
| Num                             | Coureur                         | Pos                             |
| 81                              | Ane Santesteban (ESP)           | 45e                             |
| 82                              | Yurani Blanco (ESP)             | 85e                             |
| 83                              | Usoa Ostolaza (ESP)             | 24e                             |
| 84                              | Debora Silvestri (ITA)          | AB-4                            |
| 85                              | Catalina Soto (CHI)             | 67e                             |
| 86                              | Laura Tomasi (ITA)              | 68e                             |
| 87                              | Cristina Tonetti (ITA)          | 100e                            |

| Ceratizit-WNT Pro Cycling | Ceratizit-WNT Pro Cycling   | Ceratizit-WNT Pro Cycling |
| ------------------------- | --------------------------- | ------------------------- |
| Num                       | Coureur                     | Pos                       |
| 91                        | Cédrine Kerbaol (FRA)       | 6e                        |
| 92                        | Sandra Alonso (ESP)         | 83e                       |
| 93                        | Alice Maria Arzuffi (ITA)   | 20e                       |
| 94                        | Nina Berton (LUX)           | 98e                       |
| 95                        | Mylène de Zoete (NED)       | 107e                      |
| 96                        | Marta Lach (POL)            | NP-6                      |
| 97                        | Kathrin Schweinberger (AUT) | 96e                       |

| EF-Oatly-Cannondale | EF-Oatly-Cannondale        | EF-Oatly-Cannondale |
| ------------------- | -------------------------- | ------------------- |
| Num                 | Coureur                    | Pos                 |
| 101                 | Kristen Faulkner (USA)     | 38e                 |
| 102                 | Kim Cadzow (NZL)           | NP-1                |
| 103                 | Clara Emond (CAN)          | NP-4                |
| 104                 | Lotta Henttala (FIN)       | 97e                 |
| 105                 | Alison Jackson (CAN)       | 105e                |
| 106                 | Noemi Rüegg (SUI)          | 42e                 |
| 107                 | Magdeleine Vallières (CAN) | AB-5                |

| Movistar Team | Movistar Team              | Movistar Team |
| ------------- | -------------------------- | ------------- |
| Num           | Coureur                    | Pos           |
| 111           | Liane Lippert (GER)        | 18e           |
| 112           | Olivia Baril (CAN)         | 41e           |
| 113           | Emma Norsgaard Bjerg (DEN) | 76e           |
| 114           | Sheyla Gutiérrez (ESP)     | NP-8          |
| 115           | Floortje Mackaij (NED)     | 52e           |
| 116           | Sara Martín (ESP)          | 46e           |
| 117           | Mareille Meijering (NED)   | 15e           |

| UAE Team ADQ | UAE Team ADQ           | UAE Team ADQ |
| ------------ | ---------------------- | ------------ |
| Num          | Coureur                | Pos          |
| 121          | Silvia Persico (ITA)   | 69e          |
| 122          | Karolina Kumięga (POL) | 80e          |
| 123          | Sofia Bertizzolo (ITA) | NP-7         |
| 124          | Mikayla Harvey (NZL)   | 82e          |
| 125          | Elizabeth Holden (GBR) | 78e          |
| 126          | Erica Magnaldi (ITA)   | 12e          |
| 127          | Karlijn Swinkels (NED) | 39e          |

| Fenix-Deceuninck | Fenix-Deceuninck              | Fenix-Deceuninck |
| ---------------- | ----------------------------- | ---------------- |
| Num              | Coureur                       | Pos              |
| 131              | Yara Kastelijn (NED)          | 57e              |
| 132              | Julie De Wilde (BEL)          | 86e              |
| 133              | Puck Pieterse (NED)           | 11e              |
| 134              | Pauliena Rooijakkers (NED)    | 3e               |
| 135              | Carina Schrempf (AUT)         | 88e              |
| 136              | Christina Schweinberger (AUT) | NP-4             |
| 137              | Marthe Truyen (BEL)           | 90e              |

| Cofidis | Cofidis                | Cofidis |
| ------- | ---------------------- | ------- |
| Num     | Coureur                | Pos     |
| 141     | Victoire Berteau (FRA) | 66e     |
| 142     | Martina Alzini (ITA)   | AB-4    |
| 143     | Špela Kern (SLO)       | AB-5    |
| 144     | Hannah Ludwig (GER)    | 23e     |
| 145     | Nikola Nosková (CZE)   | 91e     |
| 146     | Sarah Roy (AUS)        | 70e     |
| 147     | Josie Talbot (AUS)     | NP-8    |

| Human Powered Health | Human Powered Health      | Human Powered Health |
| -------------------- | ------------------------- | -------------------- |
| Num                  | Coureur                   | Pos                  |
| 151                  | Audrey Cordon-Ragot (FRA) | 92e                  |
| 152                  | Ruth Edwards (USA)        | AB-8                 |
| 153                  | Romy Kasper (GER)         | 93e                  |
| 154                  | Barbara Malcotti (ITA)    | NP-8                 |
| 155                  | Daria Pikulik (POL)       | AB-4                 |
| 156                  | Marit Raaijmakers (NED)   | NP-8                 |
| 157                  | Lily Williams (USA)       | NP-7                 |

| St Michel-Mavic-Auber93 | St Michel-Mavic-Auber93 | St Michel-Mavic-Auber93 |
| ----------------------- | ----------------------- | ----------------------- |
| Num                     | Coureur                 | Pos                     |
| 161                     | Marion Bunel (FRA)      | 17e                     |
| 162                     | Alison Avoine (FRA)     | AB-8                    |
| 163                     | Camille Fahy (FRA)      | AB-8                    |
| 164                     | Victorie Guilman (FRA)  | 65e                     |
| 165                     | Célia Le Mouël (FRA)    | 35e                     |
| 166                     | Dilyxine Miermont (FRA) | NP-3                    |
| 167                     | Elyne Roussel (FRA)     | AB-4                    |

| Arkéa-B&B Hotels | Arkéa-B&B Hotels         | Arkéa-B&B Hotels |
| ---------------- | ------------------------ | ---------------- |
| Num              | Coureur                  | Pos              |
| 171              | Valentina Cavallar (AUT) | 22e              |
| 172              | Lotte Claes (BEL)        | 16e              |
| 173              | Maaike Coljé (NED)       | 49e              |
| 174              | Michaela Drummond (NZL)  | 106e             |
| 175              | Emilia Fahlin (SWE)      | 101e             |
| 176              | Amandine Fouquenet (FRA) | 104e             |
| 177              | Maëva Squiban (FRA)      | 40e              |

| Lotto Dstny Ladies | Lotto Dstny Ladies          | Lotto Dstny Ladies |
| ------------------ | --------------------------- | ------------------ |
| Num                | Coureur                     | Pos                |
| 181                | Thalita de Jong (NED)       | 10e                |
| 182                | Wilma Aintila (FIN)         | 109e               |
| 183                | Maureen Arens (NED)         | 95e                |
| 184                | Fauve Bastiaenssen (BEL)    | 110e               |
| 185                | Audrey De Keersmaeker (BEL) | 71e                |
| 186                | Mieke Docx (BEL)            | AB-7               |
| 187                | Anna van Wersch (NED)       | 73e                |

| Uno-X Mobility | Uno-X Mobility                  | Uno-X Mobility |
| -------------- | ------------------------------- | -------------- |
| Num            | Coureur                         | Pos            |
| 191            | Katrine Aalerud (NOR)           | 25e            |
| 192            | Anniina Ahtosalo (FIN)          | 81e            |
| 193            | Simone Boilard (CAN)            | 48e            |
| 194            | Maria Giulia Confalonieri (ITA) | 94e            |
| 195            | Marte Berg Edseth (NOR)         | 56e            |
| 196            | Anouska Koster (NED)            | 75e            |
| 197            | Mie Bjørndal Ottestad (NOR)     | 29e            |

| Roland | Roland                    | Roland |
| ------ | ------------------------- | ------ |
| Num    | Coureur                   | Pos    |
| 201    | Tamara Dronova            | AB-6   |
| 202    | Ántri Christofórou (CHY)  | AB-7   |
| 203    | Maggie Coles-Lyster (CAN) | AB-4   |
| 204    | Natalie Grinczer (GBR)    | AB-1   |
| 205    | Elena Pirrone (ITA)       | AB-6   |
| 206    | Sylvie Swinkels (NED)     | 108e   |
| 207    | Giorgia Vettorello (ITA)  | 102e   |

| Tashkent City | Tashkent City               | Tashkent City |
| ------------- | --------------------------- | ------------- |
| Num           | Coureur                     | Pos           |
| 211           | Yanina Kuskova (UZB)        | 47e           |
| 212           | Mohinabonu Elmurodova (UZB) | AB-1          |
| 213           | Madina Kakhkhorova (UZB)    | AB-1          |
| 214           | Nafosat Kozieva (UZB)       | NP-4          |
| 215           | Ekaterina Knebeleva (UZB)   | AB-1          |
| 216           | Margarita Misyurina (UZB)   | AB-4          |
| 217           | Asal Rizaeva (UZB)          | AB-1          |